# سنبل ختایی (سرده)
سنبل ختایی (انگلیسی: angelica)  بومی مناطق معتدل و زیر قطبی نیمکره شمالی  است که تا شمال ایسلند ، لاپلند و گرینلند می رسد.آنها به 1-3 متر (3 فوت 3 در 9 فوت 10 اینچ) بلند می شوند ، دارای برگهای بزرگ دو شاخه و چترهای مرکب بزرگ از گلهای سفید یا سفید مایل به سبز. عمدتا در چین یافت می شود ، استفاده اصلی آن برای دارو بود. این تغییرات در آناتومی میوه ، مورفولوژی برگ و ساختارهای زیرزمینی را نشان می دهد. ژن ها بسیار چند شکل هستند.
سنبل ختایی (نام علمی: Angelica) نام یک سرده از تیره چتریان است.